# Panchlora cahita
Panchlora cahita es una especie de cucaracha del género Panchlora, familia Blaberidae. Fue descrita científicamente por Hebard en 1922.

## Distribución
Habita en México.